# Клишин, Яков Васильевич
Я́ков Васи́льевич Кли́шин (1908, село Дегерес — 1956, там же) — полный кавалер ордена Славы.

## Биография
Родился в 1908 году в селе Дегерес в русской крестьянской семье. После окончания начальной школы работал в колхозе. С 1941 года работал на судоверфи в Аральске.
В 1942 году был призван на службу в армию. В 1944 году ефрейтор Клишин являлся сапёром 169-го саперного батальона 137-я стрелковой дивизии, 48-я армии, Белорусского фронта. 22 января 1944 года в составе взвода в наступательном бою в районе деревни Заклетное переправил пушки стрелкового полка через трудно проходимое болото протяжённостью 1,5 км и перенёс 30 ящиков со снарядами, за что 2 февраля был удостоен ордена Славы 3 степени.
10 октября 1944 года в составе того же батальона под огнём переправился через реку Нарев в районе населённого пункта Плевица и, проделав проход в заграждениях, в числе первых достиг вражеской траншеи, за что 27 декабря получил орден Славы 2 степени.
В бою 16 февраля 1945 года в районе населённого пункта Грос-Раутенберг, обеспечивая действия самоходного артиллерийского полка, обезвредил 30 противотанковых мин противника, из автомата уничтожил свыше 10 солдат.
16 марта 1945 года в бою за город Тигенхоф проделал проход в минном поле для САУ, за что 29 июня 1945 года был награждён орденом Славы 1 степени.
В 1945 году демобилизовался. Вернулся в родное село Дегерес, работал плотником на Алма-Атинском табакосовхозе. В 1946 году вступил в ВКП(б).
Скоропостижно скончался в 1956 году.

## Награды
- медаль «За отвагу» (28.9.1943)[5]
- орден Славы 3-й (2.2.1944)[6], 2-й (27.11.1944)[7] и 1-й (29.6.1945)[8] степеней.